# HADAG Seetouristik und Fährdienst
Die HADAG Seetouristik und Fährdienst AG, kurz HADAG, ist ein Verkehrsunternehmen und Betreiber der Fährlinien im Hamburger Hafen. Es ist ein Tochterunternehmen der Hamburger Hochbahn AG (HHA).

## Geschichte

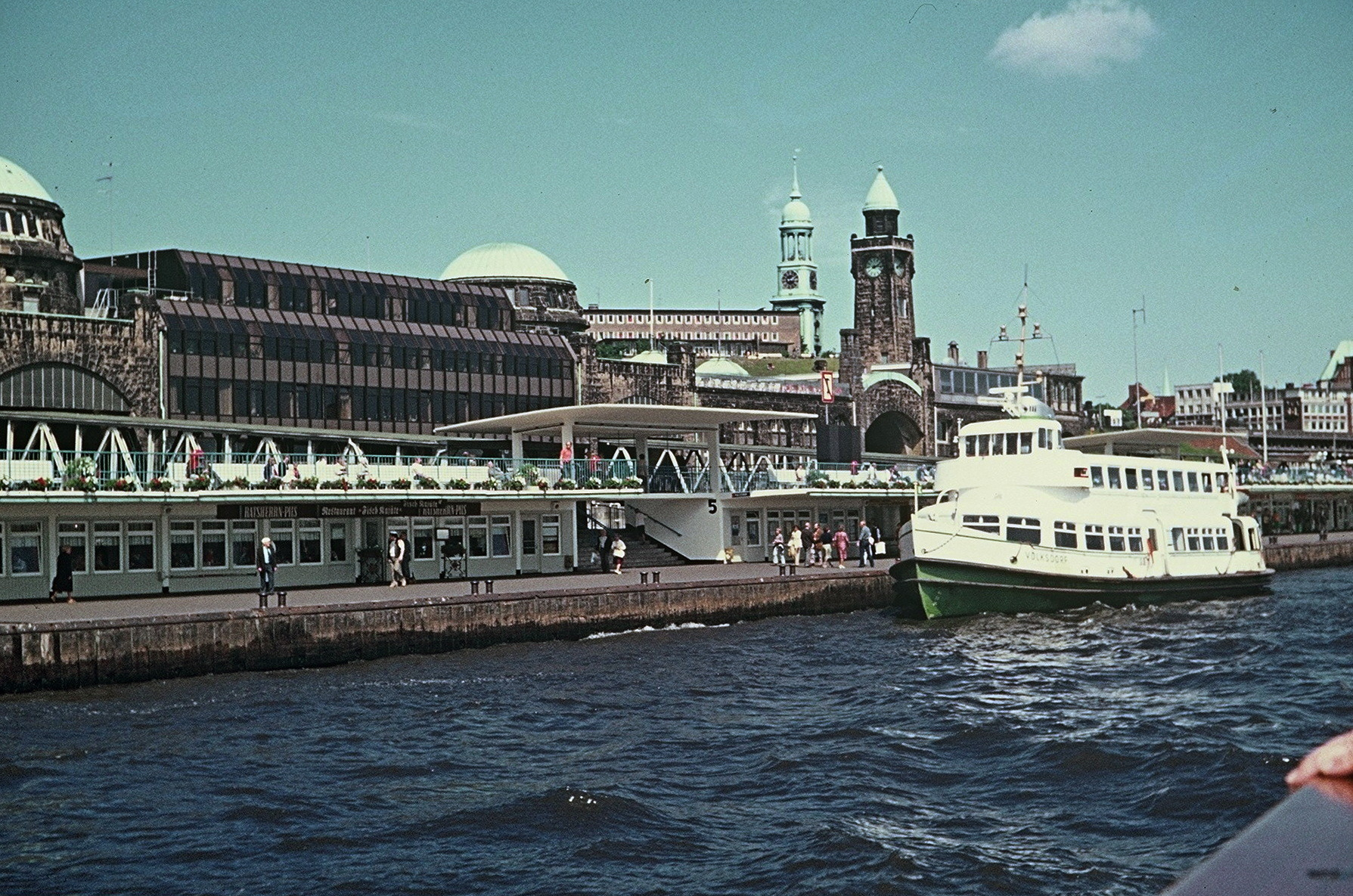
HADAG-Typschiff „Volksdorf“ an den St.-Pauli-Landungsbrücken 1973

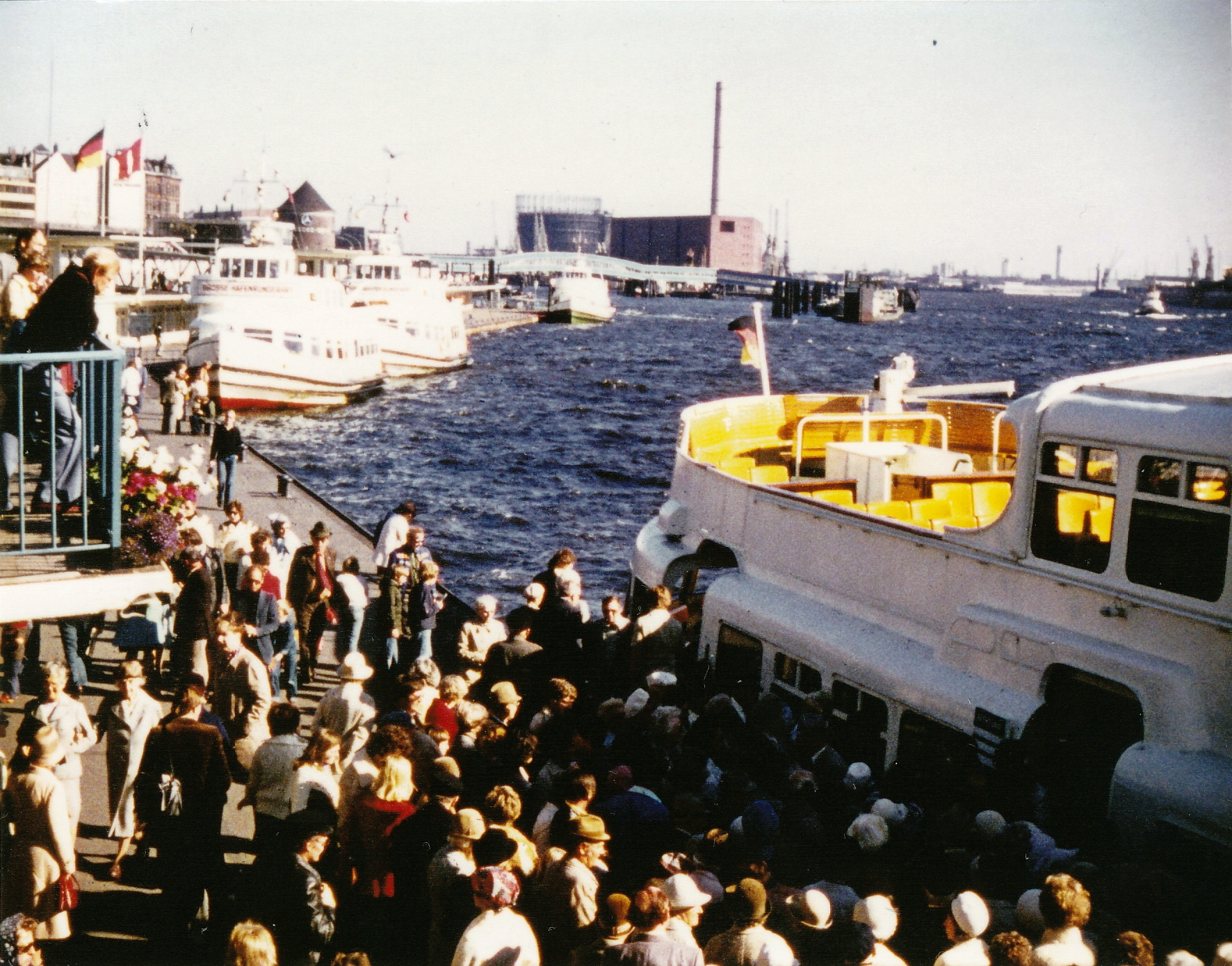
Landungsbrücken 1977, HADAG-Typschiffe, im Vordergrund Schiff der Finkenwerder Linie

Das Unternehmen wurde am 8. August 1888 unter dem Namen Hafendampfschiffahrts-Actien-Gesellschaft als Reederei von F.W. Burchard, F.G. Kroos, E. Hadenfeld, R.R. Canel, E. Reye, G.C. Hempell, Max du Roi Droege, J. Semler und M.H. Röver gegründet. Der Ingenieur Ernst Hadenfeldt hatte sich bereits am 14. Februar 1888 um die Konzession für die Hafenfähren, die zuvor von fünf Fährpächtern betrieben wurden bei der Stadt Hamburg beworben. Die Konzession wurde für 20 Jahre erteilt und zunächst mit den von den bisherigen Fährpächtern übernommenen Schiffen betrieben. Ende 1890 besaß die HADAG 47 Schiffe, davon 21 selbst bestellte neue Dampfschiffe. Durch die Begrenzung des Fahrtentgeltes auf fünf Pfennig pro Person und Fahrt gestaltete sich die wirtschaftliche Lage der Firma problematisch. Die Konzession sah eine Ausstattung der Schiffe mit Dampffeuerspritzen vor, um im Hafen Löschdienste bei Bränden leisten zu können, diese Verpflichtung zur immerwährenden Löschbereitschaft wurde später von der Stadt mit 60.000 Mark pro Jahr als Honorar abgegolten, da die wirtschaftlich notwendige Erhöhung der Fahrpreise vom Senat aus sozialen Gründen abgelehnt wurde und eine Subventionierung von der Bürgerschaft verweigert wurde.
Bis 1899 wurden zwölf größere Schiffe mit einer zugelassenen Passagierzahl von bis zu 300 Passagieren angeschafft und dadurch die wirtschaftliche Lage verbessert. Im August 1900übernahm die HADAG die Linie nach Finkenwerder  und betrieb sie mit den Raddampfern Union und Harmonie. Nun gehörte neben dem reinen Hafenfährdienst auch die Anbindung von Stadtteilen zu den Aufgaben der HADAG. Außer Finkenwerder gehörten auch Altenwerder und Moorburg dazu (beide Stadtteile waren ehemals Wohngebiete und sind heute Hafenerweiterungsgebiet), die bereits 1818 von einer „priviligierten Dampffähre“ und ab 1881 mit einer Raddampferlinie von Hamburg nach Harburg bedient wurden.
Die Eröffnung des (alten) Elbtunnels 1911 führte zu einem Rückgang der Passagierzahlen auf der Linie nach Steinwerder von 260.000 auf 38.000 Fahrgäste. Die unbefriedigende Rendite und die Weigerung des Senates, die Tarife zu erhöhen, führte schließlich 1918 zu einer Übernahme der Reederei durch die Stadt. Am 1. Juli 1921 erhielt die HADAG die alleinige Konzession zur Durchführung der „Großen Hafenrundfahrt“.
1928 konnte nach Abschluss des „Preußisch-Hamburgischen Hafen- und Unterelbevertrag“ der Verkehr auf der Unterelbe über das hamburgische Stadtgebiet ausgebaut werden. Im Herbst 1928 einigten sich die Hamburger Hochbahn AG und die HADAG zur Ausgabe und Anerkennung von Übergangs-Fahrkarten zur vereinfachten Betriebsabwicklung. In diesem Jahr und 1929 wurden erstmals seit 1912 insgesamt vier neue Fähren (wieder als Dampfschiffe) in Dienst gestellt. Der Freistaat Preußen beteiligte sich in den Folgejahren bei Kapitalerhöhungen am Unternehmen.
Im April 1929 wurde durch die HADAG die Hamburg–Stade–Altländer Linie übernommen. Am 3. Juli 1937 übernahm die HADAG die Harburger Linie von der Firma Wachsmuth & Krogmann und zum 1. August 1939 die Reiherstieg-Linie von der Firma Oelker. Zu Beginn des Zweiten Weltkriegs im September 1939 gab es bei der HADAG 7 Dieselmotorschiffe, 1 Gasmotorschiff, 50 Dampfschiffe, 13 Motorbarkassen, 5 Kohlenleichter und 6 Schuten. Durch den Krieg gab es die Totalverluste von zwei Motorschiffen, zwei Dampfschiffen, fünf Motorbarkassen, einem Kohlenleichter und zwei Schlackeschuten; außerdem wurden schwer beschädigt 51 Motorschiffe und Dampfer, 5 Motorbarkassen, 2 Leichter, 2 Schuten, zwei Brücken und ein Anlegeponton, das Geschäftshaus an den Vorsetzen sowie die Werkstätte an der Arningstraße.
Nach dem Krieg wurden die Schiffe nach und nach repariert und mit Genehmigung der britischen Militärregierung wieder in Betrieb genommen. So begann der Betrieb der Finkenwerder-Linie am 14. Mai und der Reiherstieg-Linie am 15. Mai 1945, der Hafenfähren am 21. Juni 1945, der Harburger Linie am 1. Juli, der Großen Hafenrundfahrt am 5. Juli, der Stader Linie am 21. August und der Cuxhaven-Linie am 28. September 1945 und schließlich am 15. August 1946 der Jollenführer-Dienste. Ebenfalls durch die britische Militärregierung erhielt die HADAG die Genehmigung für Fahrten nach Brunsbüttelkoog, Husum, Wilhelmshaven, Bremerhaven, Grauerort und von Brunsbüttelkoog nach Cuxhaven sowie von Husum nach Wyk (Insel Föhr) Amrum und für Fahrten von Cuxhaven in die Nordsee. Außerdem gab es eine Linie zu den rechtselbischen Orten nach Kollmar und Glückstadt.
1952 wurde der Seebäderdienst nach Helgoland gemeinsam mit der HAPAG aufgenommen. Hier fuhr das Schiff von den St.-Pauli-Landungsbrücken, zunächst mit Anlegen in Blankenese und Stadersand, über Cuxhaven auf die Helgoländer Reede, wo die Passagiere ausgebootet und mit Börtebooten auf die Insel gebracht wurden. Der auf die Sommersaison beschränkte Seebäderdienst umfasste neben der Linie von den Hamburg-St. Pauli über Cuxhaven nach Helgoland auch eine Linie von Hörnum (Sylt) nach Helgoland. Zum Einsatz kam dort z. B. ab 1960 die Hein Godenwind.
Der „Niederelbedienst“ auf der Unterelbe sah 1954 folgenden Weg vor:
St.-Pauli-Landungsbrücken – Altona – Neumühlen – Teufelsbrück – Blankenese – Wittenbergen – Schulau (Wedel) – Lühe-Wisch – Lühe – Twielenfleth – Stadersand (mit Omnibus-Anschluss nach Stade) – Grauerort (– Krautsand – Wischhafen)
Neben bis zu sechs Fahrten wurden sonn- und Feiertags sowie während der Baumblüte weitere Fahrten angeboten.
Die Hamburg-Blankenese-Este-Linie (HBEL) wurde am 1. März 1963 von Heinrich Sietas an die HADAG verkauft, nachdem er 48 Jahre lang die HBEL geleitet hatte. Der Eiswinter 1962/1963 hatte Fahrten der Schiffe über Monate verhindert und damit das an sich bis dahin gesunde Unternehmen zu diesem Schritt gezwungen. Die beiden in Cranz liegenden Raddampfer der HBEL Hansa von 1903 und Lessing von 1911 wurden zum 1. März 1963 an die HADAG verkauft, aber nicht mehr in Betrieb genommen. Die Verschrottungen erfolgten 1965 und 1966.
1963 wurde eine Tarifgemeinschaft mit der HHA eingeführt, seit der Wirksamwerdung des Hamburger Verkehrsverbunds (HVV) 1967 sind die Hafenfähren und Linienverkehre in diesen integriert. Eine Tarifgemeinschaft mit der HHA bestand schon einmal ab 1928. In Zusammenhang mit der Umstellung der Linienbezeichnungen im HVV-Netz (zweistellige Buslinien wurden dreistellig) erhielten die HADAG-Linien Ende Juli 1968 zusätzlich Liniennummern. Die Schiffslinien nach Moorburg/Harburg und Finkenwerder bekamen zunächst 800er Nummern, später die Bezeichnungen 61 und 62, reine Hafenfähren erhielten 70er Nummern.
1968 wurde der Fährdienst nach Harwich (Großbritannien) aufgenommen.

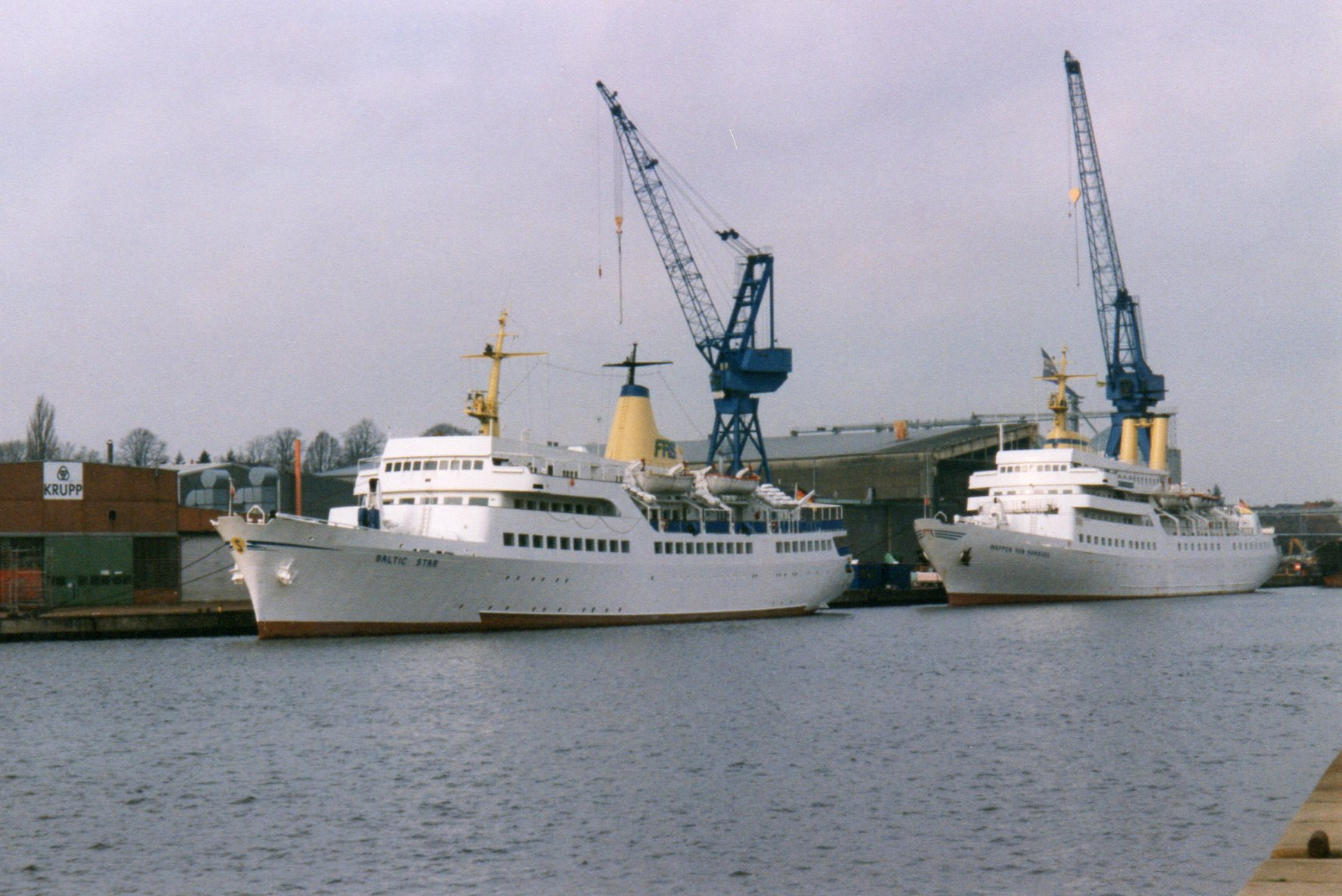
Die ehemaligen HADAG-Seebäderschiffe Helgoland und Wappen von Hamburg (hier nach dem Eignerwechsel zur FRS)

Die aktuelle Namensgebung HADAG Seetouristik und Fährdienst AG erfolgte 1969 zusammen mit der Bereederung der Englandfähren von Hamburg (und 1970 auch Bremerhaven) nach Harwich (letztere bis 1981). Gleichzeitig mit Bezug des neuen Verwaltungsgebäudes 1970 am Johannisbollwerk ersetzte die jetzige grün-weiß-rote Reedereiflagge die alte grün-weiß-schwarze. Ab 1971 wurden die Seebäderschiffe auf der Ostsee zunächst erfolgreich als „Butterschiffe“ eingesetzt. Von 1972 bis 1981 wurden von Eckernförde aus Fahrten zu den dänischen Orten Ærøskøbing und Sønderborg sowie von Travemünde zum Fehmarnsund angeboten. Ab 1974 nahm das Unternehmen mit der „HADAG air“ einen Flugdienst nach Helgoland und Sylt in Betrieb. Von der Schiffsverbindung von Sylt nach Helgoland zog sich die HADAG in der zweiten Hälfte der 1970er Jahre schrittweise zurück. Diese Linie wurde noch für mehrere Jahrzehnte in reduziertem Umfang von der W.D.R. fortgeführt.
Bis in die 1970er Jahre bestand die Harburger Linie: St.-Pauli-Landungsbrücken – Altona – Waltershof – Neuhof (Köhlbrand) – Altenwerder – Kattwiek – Moorburg – Harburg (am Dampfschiffsweg nahe dem ehemaligen Bahnhof Unterelbe). Der Streckenabschnitt Neuhof–Harburg wurde ab 1970 in drei Schritten zurückgezogen bzw. eingestellt: 1970 wurde der Betrieb zwischen Kattwyk und Harburg eingestellt, 1983 der Abschnitt zwischen Kattwyk und Altenwerder. Heute wird diese Linie nur noch als Hafenfähre bis Neuhof (nördlich der Köhlbrandbrücke) betrieben.
Von 1976 bis 1981 wurden an einzelnen Tagen mit den Seebäderschiffen Alte Liebe oder Helgoland (von Travemünde aus) bzw. Stadt Kiel II (von Kiel aus) Tagesfahrten in die DDR nach Rostock-Warnemünde angeboten. Die erforderlichen Tagesvisa wurden auf dem Schiff ausgestellt, von Warnemünde gab es einen Bustransfer mit Reiseführer in die Rostocker Innenstadt mit anschließender Zeit von zwei Stunden zur Besichtigung.
Wegen zunehmend schwierigeren Geschäftes (selbst im traditionellen Helgolanddienst) sollte das Kreuzfahrtschiff Astor 1981 „das Ruder ’rumreißen“, doch auch dieses Unterfangen brachte nur neue Verluste. 1983 kam schließlich die Gesundschrumpfung, die Astor und die HADAG Air Seebäderflug GmbH & Co. wurden verkauft. Der Schiffsverkehr von Hamburg über Cuxhaven nach Helgoland wurde erst auf die Teilstrecke Cuxhaven–Helgoland reduziert und dann von der FRS übernommen. Die HADAG befährt seitdem ausschließlich den Hamburger Hafen und die Niederelbe.

## Heutiges Angebot
Heute bedient die HADAG als Tochterunternehmen der HHA neun reguläre Fährlinien, die insgesamt 18 Anlegestellen bedienen, sowie den Verkehr zum Theater im Hafen. Die Verbindung Blankenese–Cranz ist hingegen bis auf Weiteres eingestellt. Die Hauptanlegestelle sind die St.-Pauli-Landungsbrücken, von denen auch die Hafenrundfahrten der HADAG ablegen.
Die HADAG beschäftigt durchschnittlich 85 Angestellte und beförderte 2005 etwa 5,6 Mio. Passagiere, 2011 war die Passagierzahl auf 7,65 Mio. gestiegen, 2014 waren es bereits 8,8 Mio. Passagiere – zum Vergleich: die Jahreshöchstleistung im Fährverkehr wurde 1958 erreicht und betrug 21,3 Mio. Fahrgäste. 1997 hatten die Hafenfähren der HADAG lediglich gut 2,2 Mio. Fahrgäste.
Mit Ausnahme des ab 2014 angebotenen und 2019 eingestellten „Elb-Hüpfers“, der von Anfang April bis Anfang Oktober sonnabends, sonntags und an Feiertagen mit jeweils zwei Fahrten von den St.-Pauli-Landungsbrücken über Neumühlen (Museumshafen Oevelgönne), Teufelsbrück und Blankenese nach Wedel-Schulau (Willkomm-Höft) und zurück, mit „Besichtigungs“-Stichfahrten in zwei Hafenbecken, zur HafenCity (Elbphilharmonie) und St.-Pauli-Landungsbrücken angeboten wurde, sind die Linienverbindungen der HADAG unter der Bezeichnung Hafenfähren in den Tarif des Hamburger Verkehrsverbundes (HVV) integriert, wobei die Verbindung von Blankenese nach Cranz eine Sonderstellung einnimmt. Außerdem bietet die HADAG in Konkurrenz zu diversen anderen Betreibern ab den St.-Pauli-Landungsbrücken die „Große Hafenrundfahrt“ an. Daneben können auch Schiffe für Veranstaltungen gechartert werden. Ein Beispiel für den Charterverkehr ist der Shuttle-Service zum Musical „Der König der Löwen“.
Bis 2014 wurde von der HADAG auch noch der sogenannte „Niederelbedienst“ durchgeführt, der von den St.-Pauli-Landungsbrücken elbabwärts über Blankenese zum Alten Land nach Lühe und Stadersand führte und (im Gegensatz zu früheren Jahrzehnten) bis 2013 nur noch am Wochenende und zuletzt auch nur noch einmal am Tag durchgeführt wurde.

### Liniennetz
Die nummerierten Linien verkehren zum HVV-Verbundtarif:
| Linie | Verlauf |
| ----- | --- |
| 61    | St.-Pauli-Landungsbrücken (Brücke 2) – Altona (Fischmarkt) – Dockland – Waltershof – Neuhof (nur montags bis freitags) |
| 62    | St.-Pauli-Landungsbrücken (Brücke 3) – Altona (Fischmarkt) – Dockland – Neumühlen / Övelgönne – (Bubendey-Ufer) – Finkenwerder |
| 64    | Finkenwerder – Rüschpark – Teufelsbrück |
| 65    | Finkenwerder – Blankenese |
| 66    | St.-Pauli-Landungsbrücken (Brücke 1) – ohne Halt – Finkenwerder |
| 68    | Teufelsbrück – Airbus (nur Werksverkehr montags bis freitags) |
| 72    | St.-Pauli-Landungsbrücken (Brücke 1) – (Arningstraße) – Elbphilharmonie |
| 73    | St.-Pauli-Landungsbrücken (Brücke 1) – Theater im Hafen – Norderelbstraße – Argentinienbrücke – Ernst-August-Schleuse (nur montags bis freitags) Tideabhängig (bei Hoch/-Niedrigwasser) verkehrt die Fähre nur bis zur Argentinienbrücke.                                                                        |
| 75    | St.-Pauli-Landungsbrücken (Brücke 1) – Steinwerder (nur montags bis freitags morgens und nachmittags) |
| Fähre | St.-Pauli-Landungsbrücken (Brücke 1) – Theater im Hafen (nur bei Theatervorstellungen, nicht im HVV) |
| HBL   | Blankenese – Neuenfelde, Este-Sperrwerk – Cranz (seit 2024 „vorerst“ eingestellt) Tideabhängig (bei Niedrigwasser) verkehrte die Fähre abweichend ohne Zwischenhalt von Blankenese nach Finkenwerder (am Wochenende galten keine HVV-Einzel- und Tageskarten; von Oktober bis März mit eingeschränktem Fahrplan) |

Außerdem wurde ab 2014 von Anfang April bis zum ersten Oktober-Wochenende (nur samstags, sonntags und an Feiertagen) der Elb-Hüpfer angeboten (mit eigenem Tarif). Die Linie wurde 2019 aus wirtschaftlichen Gründen eingestellt. Von August 2019 bis September 2023 betrieb die „Watten Fährlinien GmbH“ die elblinien mit ähnlichen Linienweg mit der Fähre Liinsand.
| Linie | damaliger Verlauf |
| ----- | --- |
|       | St. Pauli-Landungsbrücken (Brücke 2) – Neumühlen / Övelgönne – Teufelsbrück – Blankenese – Wedel-Schulau (Willkomm-Höft) (zurück mit zusätzlichem Halt in der HafenCity (Elbphilharmonie)) |

## Flotte
Die von der HADAG betriebene Flotte von Fahrgastschiffen setzt sich, mit Ausnahme der historischen Kirchdorf, aus Schiffen zusammen die nur durch eine Person bedient werden (einschließlich Anlegen) und sich aus wenig verschiedenen Typen zusammensetzt. Hiervon der Großteil des Typs 2000 oder Typ 2020 die wegen ihres Aussehens auch „Bügeleisen“ genannten Schiffe dieses Typs werden hauptsächlich auf der HVV-Linie 62 St.-Pauli-Landungsbrücken–Finkenwerder eingesetzt.

Das letzte Schiff dieses Typs, die 2018 in Fahrt gekommene Kehrwieder, bietet auf dem Oberdeck mehr Sitzplätze und unten mehr Platz z. B. für Fahrräder als seine Vorgänger.
Ende April 2017 wurde das erste Schiff des weiterentwickelten Typs 2020 mit einer um einen halben Meter vergrößerten Schiffsbreite und einem dieselelektrischen Antrieb geliefert, das bei der Pella-Sietas-Werft in Hamburg-Neuenfelde für rund 3,3 Mio. Euro gebaut wurde. Dieses neue Fährschiff mit anderer Platzaufteilung ohne Tische für bis zu 400 Fahrgäste, davon 154 Sitzplätze innen und 88 auf dem Oberdeck, führt den Namen Elbphilharmonie. 2018 wurde auf der Pella-Sietas-Werft ein weiteres Typ-2020-Schiff gebaut, das am 9. November 2018 auf den Namen Kehrwieder getauft wurde.
Zwei besonders flach gebaute Fähren wurden 2002 für die brückengängige Fahrt auf der Linie 73 Landungsbrücken–Argentinienbrücke, die damals auch noch das Oderhöft bediente, und in die Speicherstadt in Dienst gestellt. 2013 begannen auf der Werft SSB Spezialschiffbau Oortkaten GmbH die Arbeiten für den Neubau eines weiteren solchen Schiffs mit einer Höhe der Aufbauten von nur rund 3 Meter über der Wasserlinie. Das dafür etwas längere und breitere, 180 Fahrgäste fassende (davon 76 auf Sitzplätzen) und mit Platz für Fahrräder versehene Schiff wurde im Juli 2014 unter dem Namen Reiherstieg in Betrieb genommen. Es erhielt einen Volvo Penta Dieselmotor für den Antrieb des Festpropellers und außerdem einen Schottel-Pumpjet zum Manövrieren und Anlegen.
Die alten, in den 1950er und 1960er Jahren in großer Zahl gebauten, sogenannten Typschiffe (hauptsächlich mit dieselelektrischem Antrieb) wurden ab Ende der 1970er Jahre verstärkt außer Dienst gestellt und verkauft. Die verbliebenen Schiffe wurden seit 1989 durch Neubauten abgelöst. Von den ehemals 40 Typschiffen, die bis in die 1990er Jahre das Bild im Hamburger Hafen prägten, befindet sich nur noch die Kirchdorf im Besitz der HADAG. Sie wird noch als Traditionsschiff betrieben und vornehmlich für Hafenrundfahrten eingesetzt.
Im Jahr 1989 nahm mit der Finkenwerder das erste von zunächst vier neuen Einmannschiffen ihren Dienst auf. Ende der 1980er Jahre ging die Geschäftsleitung der HADAG davon aus, den gesamten Hafenverkehr zukünftig mit vier Schiffen, die für jeweils 150 Fahrgäste ausgelegt waren, bewältigen zu können. 1992 und 1993 folgten zwei weitere verbesserte Einmannschiffe. Die neuen Fährschiffe sind kleiner und können von nur einer Person, dem Schiffsführer, bedient werden; sie sind damit wirtschaftlicher einzusetzen, als die alten Typschiffe, die eine Besatzung von mindestens zwei Mann erforderten. Die sechs Schiffe wurden in der Vergangenheit durch Modernisierung und Umbau zum großen Teil an die neuen Standards des Fährschifftyps 2000 angepasst.
Im Rahmen der Mobilitätsoffensive des hamburgischen Senats sollen für die Verstärkung der Linien im HVV vier weitere Fährschiffe beschafft werden. Diese als Typ 2030 bezeichneten Schiffe sollen ein umweltfreundlicheres Antriebskonzept erhalten. Sie werden mit Elektromotoren und Batterien ausgestattet sein. Da die Kapazität nicht für den gesamten Tag reichen wird, sind Range Extender erforderlich. Zunächst sind Dieselmotor und Generator vorgesehen, die später durch Brennstoffzellen mit Wasserstoffbetrieb ersetzt werden soll. Nach der europaweiten Ausschreibung beauftragte die HADAG im Juli 2022 die SET Schiffbau- u. Entwicklungsgesellschaft Tangermünde mbH mit der Lieferung von drei Plug-in-Hybrid-Batterie-Elektrofähren mit Dieselmotor als Range Extender. Sie sollen für einen späteren Einsatz der Brennstoffzellen-Technologie vorbereitet sein. Mit rund 33 Metern Länge werden diese Typ-2030-Schiffe etwa drei Meter länger als die Typ-2000/2020-Schiffe sein und großzügere Einstiegsbereiche haben. Die Ablieferungen sollen im Jahr 2024 erfolgen.

### Gegenwärtige Flotte
| Schiffsname       | Baujahr                      | Typ        | Personen          | Haupteinsatzbereich | Bild                                                                                           |
| ----------------- | ---------------------------- | ---------- | ----------------- | --- | ---------------------------------------------------------------------------------------------- |
| Kirchdorf         | 1962                         | IIIc (alt) | 300               | Hafenrund- und Charterfahrten | Kirchdorf am Anleger Landungsbrücken (2022)                                                    |
| Jan Molsen        | 1968                         | -          | 300               | Werksverkehr Linie 68 Airbus – Teufelsbrück Linie 75 St.-Pauli-Landungsbrücken – Steinwerder Niederelbe-Fahrten. Ursprünglich für den Charterbetrieb und Fahrten auf der Mittelelbe, ihren Nebenflüssen und der Unterelbe bis Cuxhaven angeschafft. | Jan Molsen auf der Elbe (2010)                                                                 |
| Altona            | 1989                         | I          | 185               | Elbfähre Cranz – Blankenese | Die Altona beim Anleger Landungsbrücken (2023)                                                 |
| Blankenese        | 1990                         | II         | 210               | | Die Blankenese am Anleger Landungsbrücken (2022)                                               |
| Neuenfelde        | 1991                         | II         | 210               | | Die Neuenfelde am Anleger Steinwerder (2022)                                                   |
| Falkenstein       | 1992; Umbauten 1995 und 2010 | III        | 210; ab 2010: 250 | | Die Falkenstein und die Neuenfelde am Betriebsponton St. Pauli Fischmarkt (2022)               |
| Wolfgang Borchert | 1993 Umbau 2007              | III        | 210; ab 2007: 250 | | Die Wolfgang Borchert am Anleger Landungsbrücken (2022)                                        |
| St. Pauli         | 1997                         | Typ 2000   | 250               | | Die St. Pauli auf der Linie 62 Finkenwerder–Landungsbrücken in Höhe der Landungsbrücken (2022) |
| Altenwerder       | 1997                         | Typ 2000   | 250               | | Die Altenwerder in Höhe Landungsbrücken                                                        |
| HafenCity         | 1998                         | Typ 2000   | 250               | | HADAG-Fähre Hafencity in Höhe Landungsbrücken (2022)                                           |
| St. Nikolaus      | 2000                         | -          | 116               | Das Schiff wurde Anfang 2023 gebraucht erworben und soll vor allem auf der Linie 73 und der HBEL zum Einsatz kommen. | St. Nikolai am Betriebsponton St. Pauli Fischmarkt (2024)                                      |
| Reeperbahn        | 2000                         | Typ 2000   | 250               | HVV-Linie 62 St.-Pauli-Landungsbrücken – Finkenwerder | HADAG-Fähre Reeperbahn auf der Elbe vor Altona (2022)                                          |
| Harmonie          | 2001                         | Typ 2000   | 250               | | HADAG-Fähre Harmonie auf der Elbe (2022)                                                       |
| Waltershof        | 2004                         | Typ 2000   | 250               | HVV-Linie 64 Finkenwerder – Teufelsbrück | Die HADAG-Fähre Waltershof am Betriebsponton St. Pauli Fischmarkt (2022)                       |
| Elbmeile          | 2005                         | Typ 2000   | 250               | HVV-Linie 62 St.-Pauli-Landungsbrücken – Finkenwerder | HADAG-Fähre Elbmeile am Anleger Altona (Fischmarkt) (2022)                                     |
| Övelgönne         | 2006                         | Typ 2000   | 250               | HVV-Linie 72 St. Pauli-Landungsbrücken – Elbphilharmonie | Die HADAG-Fähre Övelgönne vor den Hamburger Landungsbrücken (2022)                             |
| Tollerort         | 2006                         | Typ 2000   | 250               | | Die Tollerort am Anleger Altona (Fischmarkt) (2022)                                            |
| Wilhelmsburg      | 2008                         | Typ 2000   | 250               | HVV-Linie 62 St.-Pauli-Landungsbrücken – Finkenwerder König-der-Löwen-Shuttle | Die Wilhelmsburg nahe St.-Pauli-Landungsbrücken (2022)                                         |
| Oortkaten         | 2009                         | Typ 2000   | 250               | HVV-Linie 62 St.-Pauli-Landungsbrücken – Finkenwerder | Die Oortkaten nahe St.-Pauli-Landungsbrücken (2022)                                            |
| Harburg           | 2009                         | Typ 2000   | 250               | HVV-Linie 62 St.-Pauli-Landungsbrücken – Finkenwerder | Die Harburg am Betriebsponton St. Pauli Fischmarkt (2023)                                      |
| Hamburgensie      | 2013                         | Typ 2000   | 250               | HVV-Linie 62 St.-Pauli-Landungsbrücken – Finkenwerder | Die Hamburgensie am Betriebsponton St. Pauli Fischmarkt (2022)                                 |
| Reiherstieg       | 2014                         | -          | 180               | HVV-Linie 73 St.-Pauli-Landungsbrücken – Argentinienbrücke (– Ernst-August-Schleuse) | MS Reiherstieg am Betriebsponton St. Pauli Fischmarkt (2022)                                   |
| Nala              | 2002                         | Wassertaxi | 114               | HVV-Linie 73 St.-Pauli-Landungsbrücken – Argentinienbrücke (– Ernst-August-Schleuse / Oderhöft) | Nala unterwegs auf der Linie 73 in Höhe der Überseebrücke                                      |
| Rafiki            | 2002                         | Wassertaxi | 114               | HVV-Linie 73 St.-Pauli-Landungsbrücken – Argentinienbrücke (– Ernst-August-Schleuse / Oderhöft) | HADAG-Fähre Rafiki am Betriebsponton St. Pauli Fischmarkt (2022)                               |
| Elbphilharmonie   | 2017                         | Typ 2020   | 400               | HVV-Linie 72 St.-Pauli-Landungsbrücken – Elbphilharmonie | HADAG-Fähre Elbphilharmonie am Betriebsponton St. Pauli (2023)                                 |
| Kehrwieder        | 2018                         | Typ 2020   | 400               | | HADAG-Fähre Kehrwieder am Anleger Altona (Fischmarkt) (2022)                                   |
| Neuland           | 2024                         | Typ 2030   | 250               | | HADAG-Hybridfähre Neuland am Anleger Landungsbrücken (2024)                                    |
| Finkenwerder      | 2024                         | Typ 2030   | 250               | | Die neue Finkenwerder (IV) am Betriebsponton St. Pauli Fischmarkt (2024)                       |
| Grasbrook         | 2024                         | Typ 2030   | 250               | | Hybridfähre Grasbrook am Anleger Dockland (2025)                                               |

### Ehemalige Flotte
| Schiffsname                                | Baujahr                                                                   | Ausgemustert                     | Personen                                     | Haupteinsatzbereich                                                                  | Bemerkungen / Bild                                                         |
| ------------------------------------------ | ------------------------------------------------------------------------- | -------------------------------- | -------------------------------------------- | ------------------------------------------------------------------------------------ | -------------------------------------------------------------------------- |
| Hamburg ex Lauenburg                       | 1866 bei Janssen & Schmilinski; 1899 übernommen                           | 1901 abgewrackt                  |                                              | nach Lauenburg / Wattfahrten um Föhr                                                 | Raddampfer                                                                 |
| Harmonie (1)                               | 1892 bei Sachsenberg in Rosslau; 1900 übernommen                          | 1927 verkauft                    |                                              |                                                                                      | Raddampfer                                                                 |
| Delphin                                    | 1893 bei Blohm & Voss; 1937 übernommen                                    | 1959 abgewrackt                  | 800 / 700 / 525                              | Hafen / bis Glückstadt / bis Cuxhaven                                                | Raddampfer                                                                 |
| Phönix                                     | 1893 bei Blohm & Voss; 1937 übernommen                                    | 1959 abgewrackt in Delfzijl      | 800 / 700 / 525                              | Hafen / bis Glückstadt / bis Cuxhaven                                                | Raddampfer                                                                 |
| Arp Schnitger                              | 1895 bei Brandenburg; 1954 Umbau bei Pohl & Jozwiak                       |                                  | 288                                          | bei HBEL                                                                             |                                                                            |
| Brockes                                    | 1893 bei Wencke Söhne                                                     |                                  | 168 / 140                                    | Hafen / bis Glückstadt                                                               | Dampfschiff                                                                |
| Versmann                                   | 1900 bei Janssen & Schmilinski                                            | 1954 abgewrackt                  |                                              |                                                                                      | Dampfschiff                                                                |
| Tettenborn                                 | 1900 bei Janssen & Schmilinski                                            | 1940 an Kriegsmarine             |                                              |                                                                                      | Dampfschiff                                                                |
| Alfred Brandt                              | 1907 bei Gustav Wolkau                                                    | 1960 verkauft                    | 196 / 163                                    | Hafen / bis Glückstadt                                                               | Dampfschiff                                                                |
| Heinicke                                   | 1907 bei Gustav Wolkau                                                    | 1959 verkauft                    | 234 / 174                                    | Hafen / bis Glückstadt                                                               | Dampfschiff                                                                |
| Georg Friedrich Händel                     | 1908 bei Fack in Itzehoe; 1960 Umbau bei Pohl & Jozwiak                   |                                  | 353                                          | bei HBEL                                                                             |                                                                            |
| Senator Petersen                           | 1911 bei Freerichs & Co., 1947/48 u. 1957 Umbau bei LMG Lübeck            |                                  | 1953 / 1465 / 1402                           | Hafen / bis Glückstadt / bis Cuxhaven                                                | Motorschiff                                                                |
| Mozart                                     | 1912 als Rex, 1924 an HBEL, 1966 verkauft                                 |                                  |                                              |                                                                                      |                                                                            |
| Kellinghusen                               | 1912 bei Janssen & Schmilinski                                            | 1960 verkauft nach Rotterdam     | 526 / 474 / 355                              | Hafen / bis Glückstadt / bis Cuxhaven                                                | Dampfschiff                                                                |
| Godeffroy                                  | 1912 bei Wichhorst; 1949 Umbau bei G. Renck                               |                                  | 477 / 337                                    | Hafen / bis Glückstadt / bis Cuxhaven                                                | Motorschiff                                                                |
| Jollenführer 10                            | 1912 bei G.C. Jensen                                                      |                                  | 45                                           | Hafenverkehr                                                                         | Motorbarkasse                                                              |
| M. G. Amsinck                              | 1913 bei Janssen & Schmilinski                                            | 1960 verkauft                    | 427 / 356 / 267                              | Hafen / bis Glückstadt / bis Cuxhaven                                                | Dampfschiff                                                                |
| Otto Schlick                               | 1914 bei Janssen & Schmilinski                                            | 1958 abgewrackt                  | 526 / 474 / 355                              | Hafen / bis Glückstadt / bis Cuxhaven                                                | Dampfschiff                                                                |
| Richard Strauss                            | 1925 bei Ostseewerft bei Stettin                                          |                                  | 552                                          | bei HBEL                                                                             |                                                                            |
| Askanien                                   | 1925 bei Sachsenberg in Rosslau                                           |                                  | 270 / 216                                    | Hafen / bis Cuxhaven                                                                 |                                                                            |
| Jan Molsen (1)                             | 1925 bei H.C. Stülcken Sohn, Hamburg; 1956/59 Umbau bei Blohm + Voss      | 1967 verkauft                    | 2964/2487 / 2331 / 1749                      | Hafen / bis Glückstadt / bis Cuxhaven                                                | erstes Fahrgastschiff mit (zwei) Dieselmotoren für den Einsatz auf Flüssen |
| Jollenführer 11 ex Jollenführer 1          | 1925 bei Gustav Wolkau                                                    | 1966 verkauft                    | 36                                           | Hafenverkehr                                                                         | Motorbarkasse                                                              |
| Jollenführer 13 ex Jollenführer 3          | 1925 bei E. Hinrichsen                                                    | 1962 verkauft                    | 35                                           | Hafenverkehr                                                                         | Motorbarkasse                                                              |
| Jollenführer 14 ex Jollenführer 4          | 1925 bei E. Hinrichsen                                                    | Kriegsverlust                    | 35                                           | Hafenverkehr                                                                         | Motorbarkasse                                                              |
| Jollenführer 15 ex Jollenführer 5          | 1926 bei Janssen & Schmilinski                                            | 1960 verkauft                    | 40                                           | Hafenverkehr                                                                         | Motorbarkasse                                                              |
| Courier                                    | 1926 bei Vulkan-Werke, Hamburg; 1957 Umbau zum MS bei Hanseatischer Werft |                                  | 835 / 698 / 567; nach Umbau: 904 / 753 / 565 | Hafen / bis Glückstadt / bis Cuxhaven                                                | Dampfschiff; nach Umbau Motorschiff                                        |
| Bürgermeister Stolten                      | 1926 bei H.C. Stülcken Sohn                                               |                                  | 692                                          | Hafenverkehr / bis Cuxhaven                                                          | Motorschiff                                                                |
| Rethe                                      | 1926 bei Prew & Ridder                                                    |                                  | 68                                           | Hafenverkehr                                                                         | Motorbarkasse                                                              |
| Bürgermeister Diestel                      | 1927 bei Deutsche Werft                                                   |                                  | 750 / 700 / 550                              | Hafen / bis Glückstdt / bis Cuxhaven                                                 | Motorschiff                                                                |
| Senator Grünwaldt                          | 1927 bei H.C. Stülcken Sohn                                               |                                  | 635 / 529 / 392                              | Hafen / bis Glückstadt / bis Cuxhaven                                                | Motorschiff                                                                |
| Lortzing                                   | 1928                                                                      |                                  | 156                                          | bei HBEL                                                                             |                                                                            |
| Lichtwark                                  | 1928 bei H.C. Stülcken Sohn; 1957 Umbau bei Pohl & Jozwiak                | 1977 verkauft nach Lissabon      | 388 / 369 / 277; nach Umbau: 300 / 225 / 169 | Hafen / bis Glückstadt / bis Cuxhaven                                                | Dampfschiff; ab 1957 Motorschiff                                           |
| Brinckmann                                 | 1928 bei H.C. Stülcken Sohn; 1957/58 Umbau bei Pohl & Jozwiak             | 1974                             | 388 / 369 / 277; nach Umbau: 306 / 230 / 173 | Hafen / bis Glückstadt / bis Cuxhaven                                                | Dampfschiff; nach Umbau Motorschiff                                        |
| Süllberg                                   | 1928 als Kurisches Haff / 1949 gekauft                                    |                                  |                                              |                                                                                      |                                                                            |
| Gorch Fock                                 | 1929 bei Howaldt in Kiel                                                  |                                  | 700 / 570 / 427                              | Hafen / bis Glückstadt / bis Cuxhaven                                                | Motorschiff                                                                |
| Harmonie                                   | 1929 bei H.C. Stülcken Sohn; 1958 Umbau bei Pohl & Jozwiak                |                                  | 388 / 369 / 277                              | Hafen / bis Glückstadt / bis Cuxhaven                                                |                                                                            |
| Sonnin                                     | 1929 bei H.C. Stülcken Sohn; 1957/58 Umbau bei Pohl & Jozwiak             |                                  | 388 / 369 / 277; nach Umbau: 310 / 232 / 174 | Hafen / bis Glückstadt / bis Cuxhaven                                                |                                                                            |
| Hasse                                      | 1929 bei H.C. Stülcken Sohn; 1957/58 Umbau bei Pohl & Jozwiak             |                                  | 388 / 369 / 277; nach Umbau: 310 / 232 / 174 | Hafen / bis Glückstadt / bis Cuxhaven                                                |                                                                            |
| Stade                                      | 1937 bei Schichau in Königsberg als Förde, 1949 gekauft                   | 1957 verkauft an Wiking-Reederei |                                              | Motorschiff                                                                          |                                                                            |
| Lühe (2)                                   | 1938 bei August Pahl                                                      | 1968 verkauft nach Lissabon      | 362 / 302 / 227                              | Hafen / bis Glückstadt / bis Cuxhaven                                                | Motorschiff                                                                |
| Richard Wagner                             | 1938 von Pohl & Jozwiak (№ 30)                                            |                                  | 215                                          | bei HBEL                                                                             |                                                                            |
| Wischhafen                                 | 1939 bei August Pahl, 1958 Umbau bei Norderwerft                          | 1972 verkauft nach Zeebrügge     | 432 / 324 / 243; nach Umbau: 350 / 303 / 275 | Hafen / bis Glückstadt / bis Cuxhaven                                                | Dampfschiff; ab 1959 Motorschiff                                           |
| Franz Schubert                             | 1940 von Pohl & Jozwiak (№ 32)                                            |                                  | 238                                          | bis 1974 war MS Franz Schubert auf der HBEL zwischen Blankenese und Cranz im Einsatz |                                                                            |
| Hamburg                                    | 1941 bei August Pahl, Finkenwerder; 1960 Umbau bei Hanseatischer Werft    |                                  | 764 / 670                                    | Hafen / bis Cuxhaven                                                                 |                                                                            |
| Elbe                                       | 1941/42 bei August Pahl, Finkenwerder; 1960 Umbau bei Hanseatischer Werft |                                  | 730 / 648                                    | Hafen / bis Cuxhaven                                                                 |                                                                            |
| Hamburg                                    | 1941/42 bei August Pahl, Finkenwerder; 1957 Umbau                         |                                  | 764 / 670                                    | Hafen / bis Cuxhaven                                                                 |                                                                            |
| Bürgermeister Roß                          | 1948 bei Vulkan-Werke AG, Bremen-Vegesack                                 |                                  | 726 / 645                                    | Hafen / bis Cuxhaven                                                                 |                                                                            |
| Teufelsbrück ex Teufelsbrücke              | 1949 bei Kremer & Sohn in Elmshorn                                        | 1963 verkauft                    | 420 / 316 / 238                              | Hafen / bis Glückstadt / bis Cuxhaven                                                | Motorschiff                                                                |
| Oevelgönne                                 | 1949 bei Kremer & Sohn in Elmshorn                                        | 1963 verkauft                    | 420 / 316 / 238                              | Hafen / bis Glückstadt / bis Cuxhaven                                                | Motorschiff                                                                |
| Nienstedten                                | 1949 bei G. Renck                                                         | 1965 verkauft                    | 325 / 257                                    | Hafen / bis Glückstadt                                                               | Motorschiff                                                                |
| Dockenhuden                                | 1949 bei G. Renck                                                         | 1965 verkauft nach Berlin        | 325 / 257                                    | Hafen / bis Glückstadt                                                               | Motorschiff                                                                |
| Wappen von Hamburg                         | 1955                                                                      |                                  |                                              |                                                                                      | Die Wappen von Hamburg am Bollhörnkai in Kiel, 1959                        |
| Max                                        | 1960 bei J.J.Sietas, Hamburg-Neuenfelde                                   |                                  | 140 / 117                                    | Hafen / bis Glückstadt                                                               |                                                                            |
| Moritz                                     | 1960 bei J.J.Sietas, Hamburg-Neuenfelde                                   |                                  | 140 / 117                                    | Hafen / bis Glückstadt                                                               |                                                                            |
| Hein Godenwind                             | 1960 bei J.J.Sietas, Hamburg-Neuenfelde                                   |                                  | 860                                          | Hörnum (Sylt) – Helgoland / Niederelbe                                               |                                                                            |
| Wappen von Hamburg (II), später Alte Liebe | 1961/62 bei Blohm & Voss, Hamburg                                         |                                  | 1800                                         | Helgoland-Fahrten, Kiel – Dänemark/Schweden, Charter                                 |                                                                            |
| Bürgermeister Mönckeberg                   | 1963 bei Scheel & Jöhnk, Hamburg-Harburg                                  | 1993                             | 835 / 696 / 521                              | Hafen / bis Glückstadt / bis Cuxhaven                                                |                                                                            |
| Plisch & Plum                              | 1963 bei Staack, Lübeck                                                   |                                  | 160 / 120                                    | Hafen / bis Glückstadt                                                               |                                                                            |
| Gorch Fock                                 | 1963 bei J.J.Sietas, Hamburg-Neuenfelde                                   |                                  | 650                                          |                                                                                      |                                                                            |
| Wappen von Hamburg (III)                   | 1965 bei Howaldtswerke, Hamburg                                           |                                  | 1800 / 212                                   | Helgoland-Fahrten, Charter, Kreuzfahrten                                             |                                                                            |
| Helgoland                                  | 1963 bei Howaldtswerke, Hamburg                                           |                                  | 1500                                         | Helgoland-Fahrten, als Hospitalschiff verchartert                                    |                                                                            |
| Hans Albers                                | 1968                                                                      |                                  |                                              |                                                                                      |                                                                            |
| Carl Kircheiss                             | 1969                                                                      |                                  |                                              |                                                                                      |                                                                            |
| Westerland                                 | 1971                                                                      |                                  |                                              |                                                                                      |                                                                            |
| Helgoland                                  | 1972                                                                      | 1982                             | 1000                                         |                                                                                      |                                                                            |
| Astor                                      | 1980                                                                      |                                  |                                              | Ausflugsfahrten nach Rostock DDR                                                     | Astor 1983 an der Überseebrücke in Hamburg                                 |
| Max Brauer                                 | 1980                                                                      | 2010                             |                                              |                                                                                      |                                                                            |
| Adolph Schönfelder                         | 1981                                                                      |                                  |                                              |                                                                                      |                                                                            |
| Warsteiner Queen                           | 1995                                                                      |                                  |                                              |                                                                                      |                                                                            |

### Typschiffe

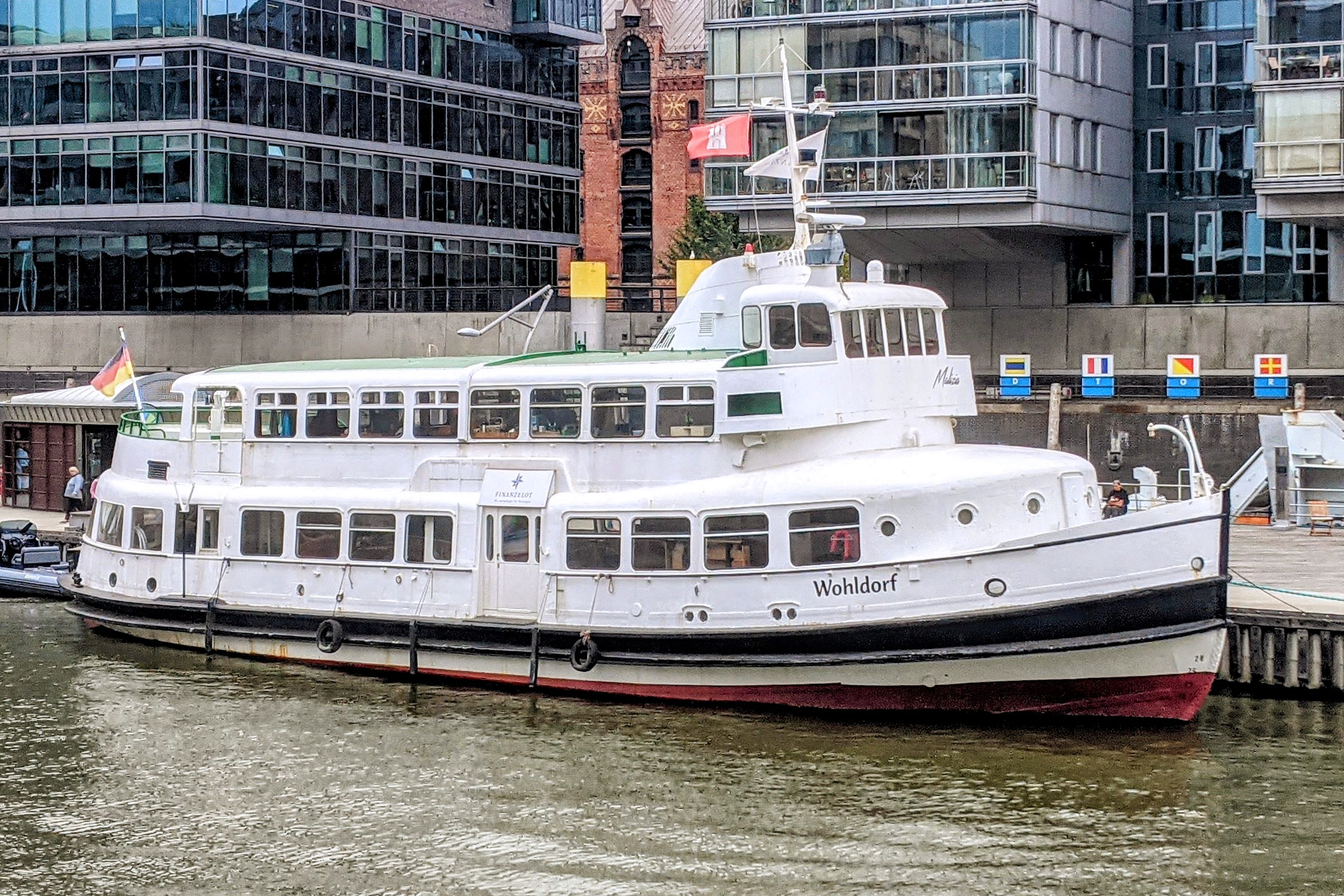
Typschiff „Wohldorf“ in der Hafencity

Die HADAG betrieb Ende der 1940er Jahre einen Schiffspark von 51 verschiedenen Schiffstypen. Das Durchschnittsalter der Schiffe betrug 30 Jahre. Diese Flotte ließ sich nicht wirtschaftlich betreiben und wurde durch standardisierte Schiffstypen, die sogenannten Typschiffe, ersetzt. In den 1950er Jahren entstanden fünf Schiffstypen, von denen insgesamt 40 Schiffe gebaut wurden. Die Fährschifftypen II und III prägten mit einer Stückzahl von zusammen 28 Schiffen und ihrem einheitlichen Aussehen das Bild des Hafens und der typischen Hamburger Hafenfähre jahrzehntelang bis in die 1990er Jahre.